# Thunbergia grandiflora
Thunbergia grandiflora (parra reloj) es una especie botánica de planta leñosa,  perennifolia, trepadora del género Thunbergia,   de plantas de flor en la familia Acanthaceae, endémica de las regiones templadas del  sur de Asia: India, Indochina, Myanmar, China, Nepal.

## Nombres comunes
Tumbergia azul, tumbergia trepadora, enredadera de trompeta azul, bignonia azul, parra reloj, citrina, fausto (La Habana, Cuba)

## Descripción
Follaje denso,  alcanza de 5-7 m de altura, tallos jóvenes angulosos, ligeramente pubescentes. Hojas simples, verde intensas, opuestas, ásperas, ovadas acorazonadas, de 5-10 (-15) x 3-8 cm, con base asimétrica cordada, ápice acuminado, margen dentado a sinuoso-lobulado, y 3-7 nervaduras principales; pecíolo pubescente, de 5-8 cm de largo. Flores grandes, solitarias, a veces en racimos colgantes de hasta 1 dm de largo, en pedicelos pilosos de 2-5 cm de largo, y brácteas diminutas, obovado-oblongas, acuminadas, pubescentes; cáliz en anillo, adentado; corola azul lavanda, azul violeta, a veces blancas, azules claras y cuello blanco, atrompetadas, de 4-7 cm de diámetro, con el tubo cónico en la base, ensanchándose a forma acampanada. Mantienen la floración  por muchos meses, si se protege del frío. Fruto cápsula glabra o pubescente, 9-13 mm de diámetro.

## Usos
Excelente para muros, pérgolas, etc. por tamaño y colorido de sus flores. Se arraiga fácilmente, y de crecimieno muy rápido. Necesita sol o semisombra. Es sensible a heladas, no soporta menos de 0 °C. Y prospera mejor en suelo ligeramente ácido. Al comienzo es imprescindible su guiado. Rebrota bien y rápido desde las raíces, cuando toda la parte aérea ha muerto por heladas. Se multiplica por esqueje y por semilla.
En algunas áreas se comporta como maleza